# 石川県立こころの病院
石川県立こころの病院（いしかわけんりつこころのびょういん）は、石川県かほく市内高松にある医療機関である。石川県が運営している。
旧名称は石川県立高松病院（いしかわけんりつたかまつびょういん、英語: Ishikawa Prefectural Takamatsu Hospital）、2021年11月21日に病院の名称を変更した。

## 診療科
- 精神科[3]
  - 老年精神科
  - アルコール外来
  - 児童・思春期外来
- 眼科
- 歯科（入院患者のみ）
- 耳鼻咽喉科（休診）

## 沿革
- 1966年 - 開院。
- 1971年 - 臨床研修病院の指定。
- 1976年 - 耳鼻咽喉科設立。
- 1988年 - 精神科応急入院指定病院となる。
- 1998年 - 精神科救急開始。
- 2004年 - 医療観察法に基づく指定通院医療機関認定[4]。
- 2021年11月21日 - 病院の名称を「石川県立こころの病院」に変更[1][2]。

## 認定・指定
- 保険医療機関
- 生活保護法に基づく指定医療機関
- 応急入院指定病院
- 労災指定病院
- 臨床研修指定病院
- 指定自立支援医療機関（精神通院医療）
- 医療観察法に基づく指定通院医療機関
- 認知症疾患医療センター

## 交通アクセス
- 西日本旅客鉄道（JR西日本）七尾線高松駅より徒歩15分[5]。
- 病院送迎バスあり